# Desmidium aequale
Desmidium aequale là một loài Song tinh tảo trong họ Desmidiaceae, thuộc chi Desmidium.